# Baixas
Baixas (in catalano Baixàs) è un comune francese di 2 527 abitanti situato nel dipartimento dei Pirenei Orientali nella regione dell'Occitania.

## Geografia fisica

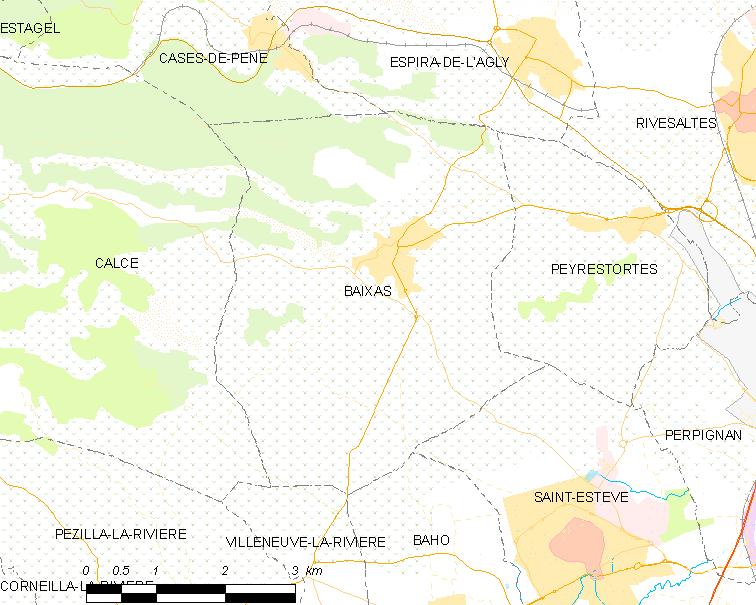
Situazione di Baixas

## Amministrazione

### Sindaci
| Nome             | Mandato   |
| ---------------- | --------- |
|                  |           |
| Vaquer           | ?-06/1815 |
| Honoré Tarrieux  | 06/1815-? |
|                  |           |
| Désiré Bobo      | 1896-1904 |
| Henri Thomas     | 1904-1919 |
| Jules Bonzoms    | 1919-1925 |
| Jacques Frigola  | 1925-1944 |
| Robert Cantier   | 1944-1947 |
| Georges Bobo     | 1947-1959 |
| Servais Bobo     | 1959-1971 |
| Robert Frigola   | 1971-1995 |
| Roger Torreilles | 1995-2001 |
| Gilles Foxonet   | 2001-     |

## Società

### Evoluzione demografica
Abitanti censiti